# Hednota dichospila
Hednota dichospila là một loài bướm đêm trong họ Crambidae.